# Laguna Santa Rosa (Franz Tamayo)
La laguna Santa Rosa es una laguna de Bolivia, ubicada a 36 km al oeste de la localidad de San Buenaventura en la Amazonía boliviana. Administrativamente se encuentra dentro del municipio de Apolo de la provincia de Franz Tamayo en el departamento de La Paz.
La laguna presenta aguas cristalinas con algunos sectores de color verde por la cantidad de algas en su superficie y en sus profundidades.
El entorno natural e hidrológico es similar al del ecosistema del Parque nacional y área natural de manejo integrado Madidi, así como su gran biodiversidad en flora, fauna, clima y geomorfología. En el cuerpo de agua se pueden encontrar en el sitio una gran variedad de peces, aves y plantas acuáticas, caimanes y lagartos. Así mismo está rodeada por un bosque espeso donde habitan una gran cantidad de animales silvestres, como parabas, jaguares, sicuris, garzas, monos, venados, etc.